# Changbhakar (stato)
Lo Stato di Changbhakar fu uno stato principesco del subcontinente indiano, avente per capitale la città di Bharatpur.

## Storia
Nel 1790 lo stato di Changbhakar era uno zamindari che venne ricavato dallo stato di Korea. 
Dopo le guerre anglo-maratha all'inizio del XIX secolo, lo stato di Changbhakar divenne tributario dell'India britannica. Venne riconosciuto come stato indipendente nel 1819 e posto sotto gli stati tributari di Chota Nagpur nel 1821. Nell'ottobre del 1905 venne trasferito sotto l'autorità delle Province Centrali. Entrò a far parte dell'Unione Indiana il 1º gennaio 1948 come parte del distretto di Surguja nelle Province Centrali e Berar.

## Governanti
I governanti avevano il titolo di bhaiya.

### Bhaiya
- 1819 - 18.. Man Singh Deo
- 1848 - 1865 Janjit Singh Deo
- 1º dicembre 1865 - 1897 Balabhadra Singh Deo               (n. c.1825 - m. ... )
- 1897 - 1932 Mahabir Singh Deo                  (n. 1879 - m. 1932)
- 1932 - 1947 Krishna Pratap Singh Deo
  - 1932 - 1946               ... - reggente